# Прва ипрска битка
Прва битка код Ипра (фр. Première Bataille des Flandres; 19. октобар – 22. новембар 1914) је била битка у Првом светском рату, вођена на Западном фронту око Ипра, у Западној Фландрији, Белгија. Битка је била део Прве битке за Фландрију, у којој су се од 10. октобра до средине новембра бориле немачка, француска, белгијска војска и британске експедиционе снаге (БЕФ) од Араса у Француској до Ниувпорта на белгијској обали. Битке код Ипра почеле су на крају Трке ка мору, реципрочних покушаја немачке и француско-британске војске да напредују поред северног бока својих противника. Северно од Ипра, борбе су настављене у бици код Изера (16–31. октобар), између немачке 4. армије, белгијске војске и француских маринаца.
Напади БЕФ-а (фелдмаршала сер Џона Френча), белгијски напади и француске Осме армије у Белгији нису напредовали даље од Ипра. Немачка 4. и 6. армија заузеле су мале количине земље, уз велику цену за обе стране, током битке код Изера и јужније код Ипра. Генерал Ерих фон Фалкенхајн, шеф Генералштаба Немачке, покушао је ограничену офанзиву да заузме Ипр и Мон Кемел, од 19. октобра до 22. новембра. Ниједна страна није пребацила снаге у Фландрију довољно брзо да би остварила одлучујућу победу и до новембра обе стране су биле исцрпљене. Војскама је недостајало муниције, патили су од ниског морала, а неке пешадијске јединице су одбијале наређења. Јесење битке у Фландрији постале су статичне, операције исцрпљивања, за разлику од маневарских битака током лета. Француске, британске и белгијске трупе су, у импровизованој одбрани на терену, четири недеље одбијале немачке нападе. Од 21. до 23. октобра, немачки резервисти су извршили масовне нападе на Лангемарк, са губицима до 70 процената, уз мали ефекат.
Рат између масовних војски, опремљених оружјем индустријске револуције и њеног каснијег развоја, показао се неодлучним, јер су теренска утврђења неутралисала многе класе офанзивног оружја. Одбрамбена ватрена моћ артиљерије и митраљеза доминирала је бојним пољем и способношћу армија да се снабде и замене губитке, које су недељама продужиле борбе. Тридесет четири немачке дивизије су се бориле у Фландрији, против дванаест француских, девет британских и шест белгијских дивизија, заједно са маринцима и коњицом. Током зиме, Фалкенхајн је поново размотрио немачку стратегију јер су Vernichtungsstrategie и наметање диктираног мира Француској и Русији премашили немачке ресурсе. Фалкенхајн је осмислио нову стратегију за одвајање Русије или Француске од савезничке коалиције путем дипломатије, као и војне акције. Стратегија исцрпљивања (Ermattungsstrategie) учинила би цену рата превеликом за савезнике, све док један не одустане и склопи сепаратни мир. Преостале зараћене стране би морале да преговарају или да се суоче са Немцима концентрисаним на преосталом фронту, што би било довољно да Немачка нанесе одлучујући пораз.

## Битка

### Битка код Лангемарка
Битка код Лангемарка се одиграла од 21. до 24. октобра, након напредовања немачке 4. и 6. армије које је почело 19. октобра, пошто је леви бок БЕФ-а почео да напредује према Менину и Роеселареу. Дана 20. октобра, Лангемарк, североисточно од Ипра, држале су француска територијална јединица и британски 4. корпус на југу. Први корпус (генерал-потпуковник Даглас Хејг) требало је да стигне са наређењем за напад 21. октобра. Дана 21. октобра било је облачно и покушаји извиђања немачких положаја током поподнева нису приметили никакво кретање немачких трупа; долазак четири нова немачка резервна корпуса откривен је изјавама заробљеника, бежичним пресретањем и све већом снагом немачких напада; Сада се знало да је 5+1⁄2 пешадијских корпуса северно од Лиса, заједно са четири коњичка корпуса, против 7+1⁄3 британских дивизија и пет савезничких коњичких дивизија. Британски напад је рано напредовао, али је 4. армија започела серију напада, иако лоше организованих и слабо подржаних. Немачка 6. и 4. армија напале су од Арментиера до Месина и Лангемарка. Британски 4. корпус је нападнут око Лангемарка, где је 7. дивизија успела да одбије немачке нападе, а 1. корпус је био у стању да направи кратко напредовање.
На северу, француска коњица је потиснута назад у Исер од стране 13. резервног корпуса и до сумрака је укопана од споја са Британцима код Стенстрата до околине Диксмуидеа, границе са белгијском војском. Британци су затворили јаз са малим бројем појачања и 23. октобра, француски 9. корпус је преузео северни крај истуреног дела Ипра, ослобађајући 1. корпус са 17. дивизијом. Кортекер Кабаре је поново заузела 1. дивизија, а 2. дивизија је смењена. Следећег дана, 1. корпус је смењен и 7. дивизија је привремено изгубила Полигон Вуд. Леви бок 7. дивизије заузела је 2. дивизија, која се укључила у контранапад француског 9. корпуса на северном крилу према Роеселареу и Торхоуту, пошто су борбе северније на Изеру ометале немачке нападе око Ипра. Немачки напади извршени су на десном крилу 7. дивизије код Гелувелта. Британци су послали остатке 1. корпуса да појачају 4. корпус. Немачки напади од 25. до 26. октобра изведени су јужније, против 7. дивизије на Менин путу, а 26. октобра део линије се распао све док резерве нису скупљене како би се блокирао јаз и избегао пораз.

## Фусноте
1. 1 2  Edmonds 1925, стр. 166–167.
2. ↑  Strachan 2001, стр. 276.
3. ↑  Edmonds 1925, стр. 202.

### Књиге
- Armée Belgique: The war of 1914 Military Operations of Belgium in Defence of the Country and to Uphold Her Neutrality. London: W. H. & L Collingridge. 1915. OCLC 8651831. Приступљено 5. 3. 2015.
- Ashby, J. (2000). Seek Glory Now Keep Glory: The Story of the 1st Battalion Royal Warwickshire Regiment, 1914–1918. Helion. ISBN 978-1-874622-45-1.
- Beckett, I.; Simpson, K. (1985). A Nation in Arms: A Social Study of the British Army in the First World War. Manchester University Press. ISBN 978-0-7190-1737-7.
- Bidwell, S.; Graham, D. (1982). Fire-Power: The British Army Weapons and Theories of War, 1904–1945. London: Pen & Sword. ISBN 978-1-84415-216-2.
- Chapman-Huston, D.; Rutter, O. (1924). General Sir John Cowans, G.C.B, G.C.M.G: The Quartermaster-General of the Great War. I. London: Hutchinson. OCLC 792870994.
- Erdmann, K. D., ур. (1972). Kurt Riezler: Tagebücher, Aufsätze, Dokumente [Kurt Riezler: Diaries, Articles, Documents]. Göttingen: Vandenhoeck & Ruprecht. ISBN 978-3-525-35817-7.
- Evans, M. M. (1997). Passchendaele and the Battles of Ypres 1914–1918. Osprey. ISBN 978-1-85532-734-4.
- Farrar-Hockley, A. (1998) [1967]. Death of an Army (Wordsworth Editions изд.). London: Barker. ISBN 978-1-85326-698-0.
- Gardner, N. (2006). Trial by Fire: Command and the British Expeditionary Force in 1914. London: Pearson. ISBN 978-0-582-50612-1.
- Griffith, P. (1996). Battle Tactics of the Western Front: The British Army's Art of Attack 1916–1918. London: Yale. ISBN 978-0-300-06663-0.
- Holmes, R. (2001). The Oxford Companion to Military History. Oxford University Press. ISBN 978-0-19-860696-3.
- Hussey, A. H.; Inman, D. S. (1921). The Fifth Division in the Great War (online scan изд.). London: Nisbet & Co. OCLC 865491406. Приступљено 5. 3. 2015 — преко Archive Foundation.
- Jones, H. A. (2002) [1928]. The War in the Air, Being the Story of the Part played in the Great War by the Royal Air Force. II (facs. repr. Imperial War Museum and Naval & Military Press изд.). London: Clarendon Press. ISBN 978-1-84342-413-0. Приступљено 5. 3. 2015 — преко Archive Foundation.
- Lomas, D. (2004). First Ypres 1914: The Birth of Trench Warfare. Greenwood Press. ISBN 978-0-275-98291-1.
- Marden, T. O. (1920). A Short History of the 6th Division August 1914 – March 1919 (online scan изд.). London: Hugh Rees. OCLC 752897173. Приступљено 5. 3. 2015 — преко Archive Foundation.
- McGreal, S. (2010). Boesinghe: Battleground Ypres. Pen & Sword. ISBN 978-1-84884-046-1.
- Van Pul, P. (2006). In Flanders Flooded Fields, before Ypres there was Yser. Pen & Sword Military. ISBN 978-1-84415-492-0.
- Pawly, R.; Lierneux, P. (2009). The Belgian Army in World War I. Men at Arms. ISBN 978-1-84603-448-0.
- Prior, R.; Wilson, T. (2004) [1992]. Command on the Western Front: The Military Career of Sir Henry Rawlinson, 1914–1918 (Pen & Sword изд.). Oxford: Basil Blackwell. ISBN 978-1-84415-103-5.
- Seton, B. (1915). An Analysis of 1,000 Wounds and Injuries Received in Action, with Special Reference to the Theory of the Prevalence of Self-Infliction (Secret). London: War Office. IOR/L/MIL/17/5/2402 (no ISBN). Архивирано из оригинала 25. 10. 2023. г. Приступљено 5. 3. 2015.
- Sheffield, G.; Todman, G. (2004). Command and Control on the Western Front: The British Army's Experience 1914–18. London: Spellmount. ISBN 978-1-86227-420-4.
- Wilson, T. (1986). The Myriad Faces of War: Britain and the Great War, 1914–1918. Cambridge: Polity Press. ISBN 978-0-7456-0645-3.
- Wyrall, E. (2002) [1921]. The History of the Second Division, 1914–1918. I (Naval & Military Press изд.). London: Thomas Nelson and Sons. OCLC 800898772. Приступљено 5. 3. 2015 — преко Archive Foundation.

### Новине
- Taylor, M. G. (1921). „Land Transportation in the Late War”. Journal of the Royal United Service Institution. 66 (464): 699—722. ISSN 0035-9289. doi:10.1080/03071842109434650. Приступљено 11. 9. 2019.

### Веб-сајтови
- Rickard, J. (1. 9. 2007). „Siege of Maubeuge, 25 August – 7 September 1914”. Приступљено 5. 3. 2015.